# 대도수
대도수(大道秀, ?~?)는 발해의 왕족 출신 고려의 무신이다. 일명 태도수(太道秀)라고도 한다. 발해 고왕 대조영의 종13대손이 된다.

## 생애
대씨와 태씨 족보에는 대광현의 형제 대화균의 아들인 대복모의 아들이라고 한다. 대광현의 아들이라는 설이 있으나 나이를 고려 했을 때는 손자가 맞는듯하다.
초기 행적은 알려져 있지 않다. 성종 12년(993) 윤 10월 소손녕이 안융진(安戎鎭)을 공격하였는데 중랑장(中郞將) 대도수와 낭장(郞將) 유방이 싸워 이겼다.
현종 원년(1010) 12월에 장군(將軍) 대도수는 탁사정 등과 서경성에서 거란(요나라)에 포위당하였다. 요 성종이 성 서쪽의 사원에 숙영하자 동북계 도순검사(東北界都巡檢使) 탁사정이 겁을 낸 나머지 장군 대도수에게 "그대가 동문(東門)으로, 나는 서문(西門)으로 나가 앞뒤에서 협공하면 이기지 못할 것이 없다."고 속이고 나서, 휘하의 군사들을 데리고 밤중에 달아나버렸다. 대도수가 동문으로 나와서 비로소 속은 것을 알았고, 전력도 상대가 되지 못했으므로 결국 자기 휘하의 부대를 이끌고 거란에 항복하였다.
이후의 생애는 기록에 없다. 태씨 족보에 의하면 이후 상장군과 병부시랑을 역임했다 한다.

## 가계
고려 고종대의 무신 대집성은 그의 6대손이 된다.
- 아들 : 태형인(太亨仁)
  - 손자 : 태홍윤(太洪允)

## 대도수가 등장한 작품
- 《천추태후》 (KBS2, 2009년 배우:최동준)[2]
- 《고려거란전쟁》(KBS2, 2023년 ~ 2024년 배우:이재구)